# 1767 en littérature
| Années de la littérature : 1764 - 1765 - 1766 - 1767 - 1768 - 1769 - 1770    |
| Décennies de la littérature : 1730 - 1740 - 1750 - 1760 - 1770 - 1780 - 1790 |

Cet article présente les faits marquants de l'année 1767 en littérature.

## Événements
- Février :  Barnard (en), bibliothécaire du Roi, organise la rencontre entre Samuel Johnson et le roi George III dans la bibliothèque de la Maison de la Reine[1].

- L’université de Moscou publie un choix d’articles de l’Encyclopédie en trois volumes[2].

## Parutions
- 2 décembre-15 février 1768 : publication dans le journal Pennsylvania Chronicle (en) des Letters from a Farmer in Pennsylvania (en)[3] (« Lettres d'un fermier de Pennsylvanie ») de John Dickinson, série de 12 essais qui ont un grand retentissement dans la période pré-révolutionnaire dans les colonies britanniques en Amérique[4].

- August Ludwig Schlözer, Neuverändertes Russland : oder Leben Catharinä der zweyten, Kayserinn von Russland, vol. 1, Riga und Leipzig, Hartknoch, 1767 (présentation en ligne), (« La Nouvelle Russie transformée ou la vie de Catherine II, impératrice de Russie »)[2].
- Gotthold Ephraim Lessing, Hamburgische Dramaturgie, Hambourg, Cramer, 1767 (présentation en ligne), (« Dramaturgie de Hambourg »), traité sur le métier d’auteur dramatique (1767-1769).
- Johann Gottfried von Herder, Über die neuere deutsche Litteratur : Zwote Sammlung von Fragmenten, vol. 2, Riga, Hartknoch, 1767 (présentation en ligne)  (second recueil des « Fragments sur la littérature allemande moderne »).
- Moses Mendelssohn, Phädon oder über die Unsterblichkeit der Seele, Amsterdam, 1767 (présentation en ligne) (« Phédon ou de l'immortalité de l'âme en trois entretiens »).

- Antoine Bénézet, A caution to Great Britain and her colonies, in a short representation of the calamitous state of the enslaved Negroes in the British dominions, Philadelphie & Londres, 1767, 46 p. (OCLC 504843402, lire en ligne) (« Avis à la Grande Bretagne et à ses Colonies, sur les suites calamiteuses de l'Esclavage des Noirs » ) pamphlet qui dénonce l'esclavage.

- Adam Ferguson, An Essay on the History of Civil Society (en), London, Edinburgh, for A. Millar & T. Cadell and A. Kincaid & J. Bell, 1767 (présentation en ligne)  (« Essai sur l'histoire de la société civile »), en deux volumes.

### Fictions
- Janvier : Laurence Sterne, The Life and Opinions of Tristram Shandy, Gentleman, vol. 9, Becket & DeHondt, 1765 (présentation en ligne) (« Vie et opinions de Tristram Shandy, gentilhomme »), dernier volume[5].
- Février : Jean-François Marmontel, Bélisaire, Paris, chez Merlin, 1767 (présentation en ligne), roman condamné par la faculté de théologie de la Sorbonne en décembre.

- Christoph Martin Wieland, Geschichte des Agathon (de), Frankfurt/Main, Klaus Manger, 1766/1767 (présentation en ligne) (« Histoire d’Agathon »), roman d’éducation, première version.
- Voltaire, L'Ingénu : histoire véritable tirée des manuscrits du Père Quesnel, Utrecht (Genève), Cramer, 1767 (présentation en ligne), conte ou roman philosophique.

- Johann Kaspar Lavater, Schweizerlieder : von einem Mitgliede der helvetischen Gesellschaft zu Schinznach, Bern, B. L. Walthard, 1767 (présentation en ligne) (« Chansons helvétiques »).
- The Female American (en) : or, The Adventures of Unca Eliza Winkfield, vol. 1, London, Francis Noble & John Noble, 1767 (présentation en ligne), robinsonnade anonyme en deux volumes.

## Naissances
- 25 octobre : Benjamin Constant, homme politique et écrivain franco-suisse († 8 décembre 1830).